# 塩垂津彦
塩垂津彦（しおだれつひこ、生没年不詳）は、古墳時代の人物。塩乗津彦命（しおのりつひこ）とも呼ばれる。

## 系譜
第5代孝昭天皇皇子の天足彦国押人命の子孫・彦国葺命の弟にあたる乙国葺命の子。

## 記録
『新撰姓氏録』「左京皇別」吉田連の項目には以下のような文がある。
崇神天皇の時代に、任那から奏上していうには、「わが国の東北には上己汶・中己汶・下己汶の三己汶（さんこもん）の地があり、三百里に及んでいる。土地と人民が富饒であるため、新羅と相争ってきた。そのため、この地を治めることができない。兵戈相つぎ、民は暮らしてゆけない。わが国では将軍をしてこの地を治めさせることを望む。すなわち、貴国の一部にしてほしい」
天皇は大いによろこび、群卿に勅令して、派遣するのに適当な人材を選ばせたところ、群卿達は彦国葺命の孫に当たる塩垂津彦命が良いと奏上した。彼は頭に松の樹のような三岐のいぼがあり、「松樹君」とも号していた。その身長は五尺であり、衆人よりも力があり、性格は勇敢でつよくたけだけしかった。勅令で鎮守将軍に奉じられ、赴任地における「宰」の俗称が「吉」であったので、吉氏と名乗った。
同様の説明が、『続日本後紀』巻第六、承和4年（837年）6月の記事にもあり、吉田氏の先祖である塩垂津は国命にしたがい三己汶の地に移住したが、三己汶はのちに百済領になり、8世の子孫である吉大尚・少尚兄弟は倭国を慕う気持ちから来朝し、代々医術を伝えた、と記されている。百済からの来朝に関する記述は、『日本文徳天皇実録』嘉祥3年11月己卯条にも、「其の先百済より出づ」とある。
『姓氏録』によると、子孫は従五位下に任じられ、家屋は奈良の都の田村里に構え、聖武天皇の神亀元年（724年）に吉田連の氏姓を賜与され、弘仁2年（811年）、姓を宿禰とした、とされている。『続日本紀』巻第九、『日本後紀』巻第二十一にも改氏姓のことが記されている。